# Kambang
Kambang est un village de la Région du Nord au Cameroun. Il est situé dans la commune de Madingring dans le département du Mayo-Rey.

## Population et Société

### Population totale
En 2005, la population recensée du village était de 397 habitants. En 2014, la population recensée du village était de 663 habitants.

#### Répartition de la population selon les âges
| Hommes | Classe d’âge | Femmes |
| ------ | ------------ | ------ |
| 93     | 0–5          | 89     |
| 101    | 6–13         | 68     |
| 58     | 14–19        | 80     |
| 45     | 20–34        | 71     |
| 18     | 35–59        | 23     |
| 8      | 60–+         | 9      |